# خوسيه ماريا لوزانو
خوسيه ماريا لوزانو (بالإسبانية: José María Lozano)‏ هو سياسي مكسيكي، ولد في 29 أكتوبر 1878 في المكسيك، وتوفي في 17 أغسطس 1933 في مدينة مكسيكو في المكسيك. انتخب عضو مجلس النواب المكسيك.